# Alexander Ewing
Alexander Ewing DCL (* 25. März 1814 in Aberdeen; † 22. Mai 1873 in Westmill, Hertfordshire) war ein schottischer Theologe und anglikanischer Bischof von Argyll and the Isles (Schottische Episkopalkirche).

## Leben
Alexander Ewing entstammte einer alten Highlander-Familie. Im Oktober 1838 wurde er auf Anordnung des Diakons als Bischof zugelassen. Nach seiner Rückkehr aus Italien übernahm er die Leitung der Bischofskongregation in Forres und wurde im Herbst 1841 zum Presbyter geweiht. 1847 wurde er Bischof der neu vereinigten Diözese von Argyll und den dazugehörenden Inseln, ein Amt, das er bis zu seinem Tod innehatte. Im Jahr 1851 erhielt er den Abschluss als  Doctor of Civil Law von der University of Oxford.
Obwohl er durch eine mangelnde Gesundheit gehandicapt war, arbeitete er optimistisch und fröhlich. Durch seinen ganz persönlichen Charme und seine beruflichen Kompetenz erlangte er nach und nach eine herausragende Stellung. Der kirchlichen Autorität und deren Organisationen maß er weniger Bedeutung bei als den theologischen Diskussionen. Seine eigene theologische Position wurde von Thomas Erskine und Frederick Maurice geprägt, dennoch hatte er seine eigene und unabhängige Meinungen, was auch in seinen Veröffentlichungen zum Ausdruck kommt. Er verfasste zahlreichen Briefe an Zeitungen, Flugblätter, spezielle Predigten und Aufsätze, die zu der Reihe der Present Day Papers zusammengefasst herausgegeben wurden. Eine Predigt mit dem Titel Offenbahrung als Licht, gehörte zu den bekanntesten Werken dieser Zeit.
Neben seinen streng theologischen Schriften schrieb Ewing auch ein Fachbuch über die Kathedrale bzw. Iona Abbey (1865), deren erster Teil vorwiegend aus Zeichnungen der Ruinen bestand und der zweite Teil die Geschichte der frühen keltischen Kirche und der Mission von Columban von Iona behandelte.
Ewings Tochter Margaret Nina heiratete 1863 den Drucker und Abgeordneten Alexander Crum.

## Werke
- 1872: Feamainn Earraghaidhiell: Argyllshire Seaweed
- 1873: Revelation Considered as Light: eine Reihe von Diskursen[2]